# 細尾大角鮟鱇
細尾大角鮟鱇為輻鰭魚綱鮟鱇目棘茄魚亞目巨棘角鮟鱇科的其中一種，分布於大西洋熱帶海域，屬深海魚類，棲息深度可達2250公尺，雌魚體長可達10.7公分。

## 擴展閱讀
維基物種上的相關：細尾大角鮟鱇